# センスカンパニー
株式会社センスカンパニー（英名：S.E.N.S. Company）は、映画・ドキュメンタリー・ドラマ・アニメ・CMなどの音楽プロデュース、音楽制作を行うプロダクション。S.E.N.S.をはじめとする作曲家のマネージメント、音楽出版業務も行う。

## 所属アーティスト
- S.E.N.S.（勝木ゆかり・深浦昭彦）
- S.E.N.S. Project
- 森英治
- 武沢侑昂
- 有木竜郎
- カワノミチオ
- HND
- 池波晏寿
- Infinix
- 清田愛未

## 提携アーティスト
- 星勝
- 三宅一徳
- 山崎泰之

## 主な音楽制作・音楽プロデュース作品

### ドラマ
- 振り返れば奴がいる（音楽：S.E.N.S.／フジテレビ系／1993年）
- あすなろ白書（音楽：S.E.N.S.／フジテレビ系／1993年）
- 出逢った頃の君でいて（音楽：S.E.N.S.／日本テレビ系／1994年）
- 輝く季節の中で（音楽：S.E.N.S.／フジテレビ系／1995年）
- ミセスシンデレラ（音楽：S.E.N.S.／フジテレビ系／1997年）
- 青い鳥（音楽：S.E.N.S.／TBS系／1997年）
- 卒業旅行（音楽：E.N.S.／日本テレビ系／1999年）
- 神様、もう少しだけ（音楽：S.E.N.S.／フジテレビ系／1998年）
- P.S. 元気です、俊平（音楽：S.E.N.S.／TBS系／1999年）
- 二千年の恋（音楽：S.E.N.S.／フジテレビ系／2000年）
- 柳橋慕情（音楽：S.E.N.S.／NHK／2000年）
- マリア（音楽：S.E.N.S.／TBS系／2001年）
- 韓国ドラマ美しき日々（挿入歌：S.E.N.S.／SBS・NHK／2001年）
- TBSテレビ放送50周年特別企画 里見八犬伝（メインテーマ：S.E.N.S.／音楽：Infinix／TBS系／2006年）
- 薔薇の微笑 愛すれど心哀しく（音楽：森英治／日本テレビ系／2006年）
- 役者魂!（メインテーマ：S.E.N.S.／音楽：森英治／フジテレビ系／2006年）
- 百鬼夜行抄（音楽：森英治／日本テレビ系／2007年）
- 働きマン（音楽：森英治／日本テレビ系／2007年）
- ハリ系（音楽：森英治／日本テレビ系／2007年）
- ラスト・フレンズ（挿入曲：S.E.N.S.／フジテレビ系／2008年）
- 日本・香港共同制作 幸福のスープはいかが?（音楽：森英治／NHK・RTHK／2009年）
- アイシテル〜海容〜（音楽：S.E.N.S.／日本テレビ系／2009年）
- インディゴの夜（音楽：森英治／フジテレビ系／2010年）
- 天使の代理人（メインテーマ：S.E.N.S.／音楽：森英治／フジテレビ系／2010年）
- さくら心中（音楽：森英治／フジテレビ系／2011年）
- アイシテル～絆～（音楽：S.E.N.S.／日本テレビ系／2011年）
- ABC創立60周年記念スペシャルドラマ 境遇（音楽：S.E.N.S.／テレビ朝日系／2011年）
- 鈴子の恋（音楽：森英治／フジテレビ系／2012年）
- 第35回創作テレビドラマ大賞 大賞受賞作「夜明けのララバイ」（音楽：S.E.N.S.／NHK／2012年）
- ぼくの夏休み（メインテーマ作曲・プロデュース：S.E.N.S.／音楽：森英治／フジテレビ系／2012年）
- 白衣のなみだ（音楽：森英治／フジテレビ系／2013年）
- 天国の恋（音楽：森英治／フジテレビ系／2013年）
- 碧の海〜LONG SUMMER〜（メインテーマ：S.E.N.S.／音楽：森英治／フジテレビ系／2014年）
- ほっとけない魔女たち（音楽：森英治・有木竜郎／フジテレビ系／2014年）
- 癒し屋キリコの約束（音楽：森英治／フジテレビ系／2015年）
- ドラマスペシャル 叡古教授の事件簿（音楽：森英治／テレビ朝日系／2016年）
- 中国ドラマ 麻雀 Sparrow（メインテーマ：S.E.N.S.／音楽：S.E.N.S. Project／2016年）
- 中国ドラマ 麗王別姫 〜花散る永遠の愛〜（音楽：S.E.N.S. Project／2017年）
- やすらぎの郷 (音楽監修：S.E.N.S. Company／テレビ朝日系／2017年)
- ファイナルファンタジーXIV 光のお父さん (音楽：森英治／TBS系／2017年)
- 中国ドラマ 三国志〜司馬懿 軍師連盟〜 （メインテーマ：S.E.N.S.／音楽：S.E.N.S. Project／2017年）
- トットちゃん!（音楽：S.E.N.S. Project／音楽監修：S.E.N.S. Company／2017年）
- 越路吹雪物語 (音楽：森英治／テレビ朝日系／2018年)
- 白日の鴉 (メインテーマ：山崎泰之／テレビ朝日系／2018年)
- 明日の君がもっと好き (音楽：有木竜郎／テレビ朝日系／2018年)
- 中国ドラマ 笑傲江湖 レジェンド・オブ・スウォーズマン (音楽：S.E.N.S. Project／2018年)
- がっこうXXX ～もうひとつのがっこうぐらし！～（主題歌：作詞 池波晏寿、作曲 有木竜郎／Amazon Prime Video／2019年）
- 私刑人～正義の証明（メインテーマ：有木竜郎／テレビ朝日系／2020年)
- 白日の鴉2 (メインテーマ：山崎泰之／テレビ朝日系／2020年)
- 真夏の少年～19452020（メインテーマ：有木竜郎／テレビ朝日系／2020年）
- モコミ〜彼女ちょっとヘンだけど〜（音楽：森英治／テレビ朝日系／2021年）
- 6秒間の軌跡〜花火師・望月星太郎の憂鬱（音楽：森英治／テレビ朝日系／2023年）
- 中国ドラマ 恋心が芽吹く頃～Blooming Days～ (音楽：山崎泰之／2023年)
- ドラマ「友情〜平尾誠二と山中伸弥「最後の一年」〜」（音楽制作：有木竜郎／テレビ朝日系／2023年）
- 6秒間の軌跡〜花火師・望月星太郎の2番目の憂鬱（音楽：森英治／テレビ朝日系／2024年）

### ドキュメンタリー
- 「甦る黄金の都シカン」（音楽：S.E.N.S.／TBS系／1994年）
- TBS開局40周年記念特別企画「日本海大紀行」（音楽：S.E.N.S.／TBS系／1995年）
- NHKスペシャル「故宮 〜至宝が語る中華五千年〜」（音楽：S.E.N.S.／NHK／1996年）
- 「故宮の至宝」（音楽：S.E.N.S.／NHK／1997年）
- TBS21世紀プロジェクト「故宮大長征～中国皇帝の秘宝 10,000キロの旅」（ED主題歌・音楽：S.E.N.S.／TBS系／1999年）
- 「にっぽん川紀行」（メインテーマ：S.E.N.S.／NHK／1998年）
- 「アジア人間街道」（メインテーマ：S.E.N.S.／NHK／2001年）
- NHKスペシャル「シリーズ同時3点ドキュメント」（メインテーマ・挿入曲：Infinix／NHK／2006年）
- 「エチカの鏡〜ココロにキクTV〜」（テーマ曲：S.E.N.S.／フジテレビ系／2008年）
- 「ASIAN PASSION〜アジアを駆ける日本人〜」（メインテーマ：S.E.N.S.／NHK／2010年）
- 「一滴の向こう側」（テーマ曲：有木竜郎／BSフジ／2013年）
- 「海と生きる」（メインテーマ・イメージソング：S.E.N.S.／NHK／2013年）
- 「ぐるっと瀬戸内の旅」（メインテーマ：S.E.N.S.／NHK／2013年）
- 「第三極」（メインテーマ：S.E.N.S.／音楽：S.E.N.S. Project／中国CCTV／2015年）
- 「神々の地」（音楽：S.E.N.S.／中国bilibili／2022年）

### アニメ
- KURAU Phantom Memory（EDテーマ・音楽：勝木ゆかり (S.E.N.S.) ／テレビ朝日系／2004年）
- xxxHOLiC（音楽：S.E.N.S. Project／TBS系／2006年）
- xxxHOLiC◆継（音楽：S.E.N.S. Project／TBS系／2008年）
- 絶対やれるギリシャ神話（音楽：森英治／日本テレビ系／2008年）
- 源氏物語千年紀 Genji（音楽：S.E.N.S. Project／フジテレビ系／2009年）
- 空中ブランコ（音楽：森英治／フジテレビ系／2009年）
- 君に届け（音楽：S.E.N.S. Project／日本テレビ系／2009年）
- GIANT KILLING（音楽：森英治／NHK／2010年）
- 君に届け 2ND SEASON（音楽：S.E.N.S. Project／日本テレビ系／2011年）
- 豆富小僧（音楽：S.E.N.S. Project／ワーナー・ブラザース映画／2011年）
- ブラック★ロックシューター（音楽：森英治／フジテレビ系／2012年）
- プピポー！（音楽：森英治／テレビ東京／2013年）
- 超爆裂異次元メンコバトル ギガントシューター つかさ（音楽：森英治／NHK／2014年）
- チェインクロニクル ショートアニメ（音楽：清田愛未・森英治／2014年）
- 西武鉄道100周年・トムス・エンタテインメント50周年記念「でででん」（音楽：S.E.N.S.／2015年）
- 俺物語!!（音楽：S.E.N.S. Project／日本テレビ系／2015年）
- おそ松さん（OP主題歌：池波晏寿／テレビ東京系／2016年）
- 宇宙戦艦ヤマト2202 愛の戦士たち（第二章〜第六章 ED主題歌：S.E.N.S. Project／松竹映画／2017年〜2018年）
- 妖怪アパートの幽雅な日常（OP主題歌：池波晏寿／TOKYO MX／2017年）
- こねこのチー ポンポンらー大旅行 （ED主題歌：池波晏寿／テレビ東京系／2018年）
- 劇場版 おそ松さん 魂のたこ焼きパーティーと伝説のお泊り会（OP主題歌：池波晏寿／2023年）
- 君に届け 3RD SEASON（音楽：S.E.N.S. Project／日本テレビ系／2024年）

### 映画
- いちげんさん（主題歌・音楽：S.E.N.S.／2000年）
- 疾走（音楽：S.E.N.S.／2005年）
- 子宮の記憶 ここにあなたがいる（メインテーマ：S.E.N.S.／音楽：森英治／2007年）
- 日中合作 鳳凰 わが愛（音楽：S.E.N.S.／2007年）
- 第29回香港アカデミー賞音楽賞ノミネート作品 昴 -スバル-（音楽：森英治／2009年）
- 僕らのワンダフルデイズ（音楽プロデュース：森英治／音楽監修：S.E.N.S. Company／2009年）
- めざましテレビ「にゃんこ THE MOVIE」シリーズ 5作品（メインテーマ：S.E.N.S.／音楽：森英治／2006～2012年）
- いぬのえいがシリーズ 2作品（挿入曲：S.E.N.S.／2005年・2011年）
- 中国映画 戦国（主題歌・音楽：S.E.N.S.／2011年）
- ペコロスの母に会いに行く（音楽監修：星勝／2013年）
- ハイキック・エンジェルス（音楽：有木竜郎／2014年）
- 中国映画 盗墓筆記 タイム・レイダーズ（S.E.N.S.／2016年）メインテーマ
- 彼女の人生は間違いじゃない (主題歌：作曲 山崎泰之／音楽プロデュース：S.E.N.S. Company／2017年)
- 劇場版ファイナルファンタジーXIV光のお父さん（音楽：森英治／2019年）
- 中国映画 零零后（メインテーマ：S.E.N.S.／音楽：有木竜郎／2019年）
- 島守の塔（音楽：星勝／2022年）
- じょっぱり 看護の人 花田ミキ（音楽：有木竜郎／2024年）
- ら・かんぱねら（音楽：有木竜郎／2025年）

### テレビ・ラジオ番組
- JAXAスペースナビ きぼう（音楽：森英治／JAXA／2008年）
- ひるまえほっと (テーマ曲：カワノミチオ／NHK／2013年)
- ダーリンは外国人 ベルリン生活はじめました（テーマ曲：HND／NHK／2013年）
- NHKアーカイブス(テーマ曲：HND／NHK／2015年)
- NNNニュース・サンデー (テーマ曲・音楽：三宅一徳／日本テレビ系／2016年)
- NHK BS ウィンタースポーツ2017「いくぜ。冬」 (テーマ曲：有木竜郎／NHK／2017年)
- 金曜イチから (テーマ曲：有木竜郎／NHK／2017年)
- 首都圏情報 ネタドリ！（テーマ曲：有木竜郎／NHK／2018年）
- 聖火ロード 5min.（音楽：有木竜郎／NHK／2019年）
- 子ども科学電話相談（テーマ曲／NHK／2019年）
- 日曜討論（テーマ曲・音楽：有木竜郎／NHK／2024年）

### 舞台・イベント・ゲーム
- 泉鏡花作・坂東玉三郎演出 舞台「海神別荘」（テーマ曲：S.E.N.S.／1994年）
- KENZOコレクション '97（ 音楽プロデュース：S.E.N.S.／1997年）
- 総合格闘技大会「コロシアム2000」（テーマ曲：S.E.N.S.／2000年）
- 北京オリンピック シンボルマーク除幕式 （オープニングテーマ：S.E.N.S.／2003年）
- 愛・地球博 市民プロジェクト「地球を救う雨水利用」（音楽プロデュース：S.E.N.S.／2005年）
- 宮本亜門演出・プラネタリウム「北斎の宇宙」（音楽：森英治／2006年）
- 昭和天皇記念館「昭和天皇87年のご生涯」（音楽：infinix／2006年）
- 舞台「アルカナ・ファミリア」 (OP・EDテーマ：有木竜郎／2016年)
- 舞台「TRICKSTAR~the STAGE~」(キャラクターソング：池波晏寿／音楽：有木竜郎／2017年)
- ゲーム「おそ松さん ダメ松．コレクション〜6つ子の絆〜」 (テーマソング：作詞・作曲 池波晏寿、編曲 有木竜郎／2017年)
- ゲーム「牧場物語 ふたごの村＋」（イメージソング：池波晏寿／2017年）
- サン・ファン館「サン・ファン・バウティスタ VR船内ツアー」 (音楽：森英治／2019年)
- 舞台「オンディーヌ」 (音楽：池波晏寿／2022・2023年)

### CM
- オンワード「組曲」'93春夏・'98春夏（S.E.N.S.／1993年、1998年）
- さが美「I,KIMONO」（S.E.N.S.／1994年、1995年）
- 「シーバスリーガル」（S.E.N.S.／1995年）
- 味の素 企業CM（S.E.N.S.／2000年）
- J-PHONE東海（S.E.N.S.／2001年春）
- 「MON CAFE」（S.E.N.S.／2003年、2004年）
- 東京ガス 企業CM（S.E.N.S.／2005年）
- テイクアンドギヴ・ニーズ ハウスウェディング（S.E.N.S.／2005年、2006年）
- 紀文 おせち料理（S.E.N.S.／2005年〜2007年）
- 明治記念館 （Infinix／2008年～2011年）
- エスビー食品 おひさまキッチン （HND／2013年）
- 放置少女「放置しよう、いまだ！」篇 （森英治／2022年）

### 楽曲提供・プロデュース
- 薬師丸ひろ子「恋文〜哀愁篇〜」「再会橋」（プロデュース：S.E.N.S.／1997年）
- スージー・カン「Moonlight Dream」（プロデュース：S.E.N.S.／2000年）
- 花世「I'm Remembering Me」（プロデュース：S.E.N.S.／2005年）
- AKB48「心の端のソファー」（作曲・編曲：カワノミチオ／2010年）
- AKB48「ジグソーパズル48」（作曲・カワノミチオ／2010年）
- SKE48「バンジー宣言」（作曲：森英治／2010年）
- SKE48「手紙のこと」（2010年）
- 西田敏行「あの街に生まれて」（2011年）
- 牛田智大「未来へつなぐ空」（プロデュース：S.E.N.S.／2012年）
- 前田敦子「Sunday drive」（作曲・編曲：カワノミチオ／2012年）
- 河西智美「Enjoy your life!」（2013年）
- 前田敦子「風のアコーディオン」 (作曲：カワノミチオ／2013年)
- NMB48「100年先でも」 (作曲：森英治／2013年)
- 平原綾香「僕らの青」（プロデュース：S.E.N.S.／2013年）
- 河西智美「memory」（2014年）
- AKB48「あまのじゃくバッタ」（2015年）
- AKB48「探してあげる」（2016年）
- AKB48「涙はいつの日か」（2016年）
- AKB48「あの日の自分」（作曲・編曲：カワノミチオ／2016年)
- 乃木坂46「かき氷の片想い」（2016年）
- 乃木坂46「あの教室」（作曲・編曲：カワノミチオ／2016年）
- 欅坂46「また会ってください」（2016年）
- あっとせぶんてぃーん「summer time／コ・コ・ロキャラメル」（作詞：池波晏寿／2016年）
- A応P「全力バタンキュー」（作詞・作曲：池波晏寿 ／2016年）
- 松下奈緒「Lovin' You」（プロデュース：S.E.N.S.／2017年）
- 松下奈緒「愛と呼んだ奇跡」（作曲：S.E.N.S.／2017年）
- ドリーミング「ふたごの牧場」（池波晏寿／2017年）
- 神田沙也加「月の鏡」（プロデュース：S.E.N.S. Project／2017年）
- ありましの「君、ヒトヒラ」「ようらんか」（プロデュース：S.E.N.S. Project／2017・2018年）
- 山寺宏一「大いなる和」（プロデュース：S.E.N.S. Project／2018年）
- SKE48「蹴飛ばした後で口づけを」（2018年）
- 乃木坂46「友情ピアス」（作曲・編曲：カワノミチオ／2021年）
- 元ちとせ「えにしありて」（作曲・編曲：森英治／2022年）
- A応P「全力バタンキュー メタルアレンジ」(作詞・作曲：池波晏寿／2023年)
- AKB48「ここからだ」(2024年)